# Acanthofrontia anacantha
Acanthofrontia anacantha är en fjärilsart som beskrevs av George Francis Hampson 1914. Acanthofrontia anacantha ingår i släktet Acanthofrontia och familjen björnspinnare. Inga underarter finns listade i Catalogue of Life.